# Yuxarı Qələnxur
Yuxarı Qələnxur è un comune dell'Azerbaigian situato nel distretto di Qusar. Conta una popolazione di 531 abitanti.